# Turmhügel Rampoldstetten
Der Turmhügel Rampoldstetten ist eine abgegangene Turmhügelburg (Motte) in dem gleichnamigen Gemeindeteil Rampoldstetten des niederbayerischen Markt Frontenhausen im Landkreis Dingolfing-Landau. Er liegt ca. 110 m westlich der Ortskirche St. Nikolaus von Rampoldstetten. Er wird als Bodendenkmal unter der Aktennummer D-2-7441-0076 im Bayernatlas als „verebneter Turmhügel des Mittelalters“ geführt.

## Beschreibung
Der Turmhügel lag zwischen zwei Bacharmen, dem Thalkofener Graben und dem Eiselsbach, die beide in den Wettersbach, einen Nebenfluss der Vils, einmünden. Nach dem bayerischen Urkataster befand sich hier ein fast quadratischer Pyramidenstumpf von 35 × 30 m an der Basis und 27 × 25 m auf dem Plateau. Dieser war von einem mäßig breiten Wassergraben umschlossen, vor dem auf der Nord-, West- und Südseite noch ein Damm oder Wall lag. Heute ist von der völlig eingeebneten und teils überbauten Wehranlage nichts mehr zu erkennen.

## Geschichte
Ein Hinweis auf den Adelssitz ist der östlich davon gelegene Bauernhof, der die Bezeichnung Hofbauer trägt. 1618 erscheint der Sitz Rampoldstetten im Besitz eines Hans Wilhelm von Puechberg. Ob dieser Sitz mit der Turmhügelburg identisch ist, ist nicht sicher.